# パベヨン・クリオーリョ

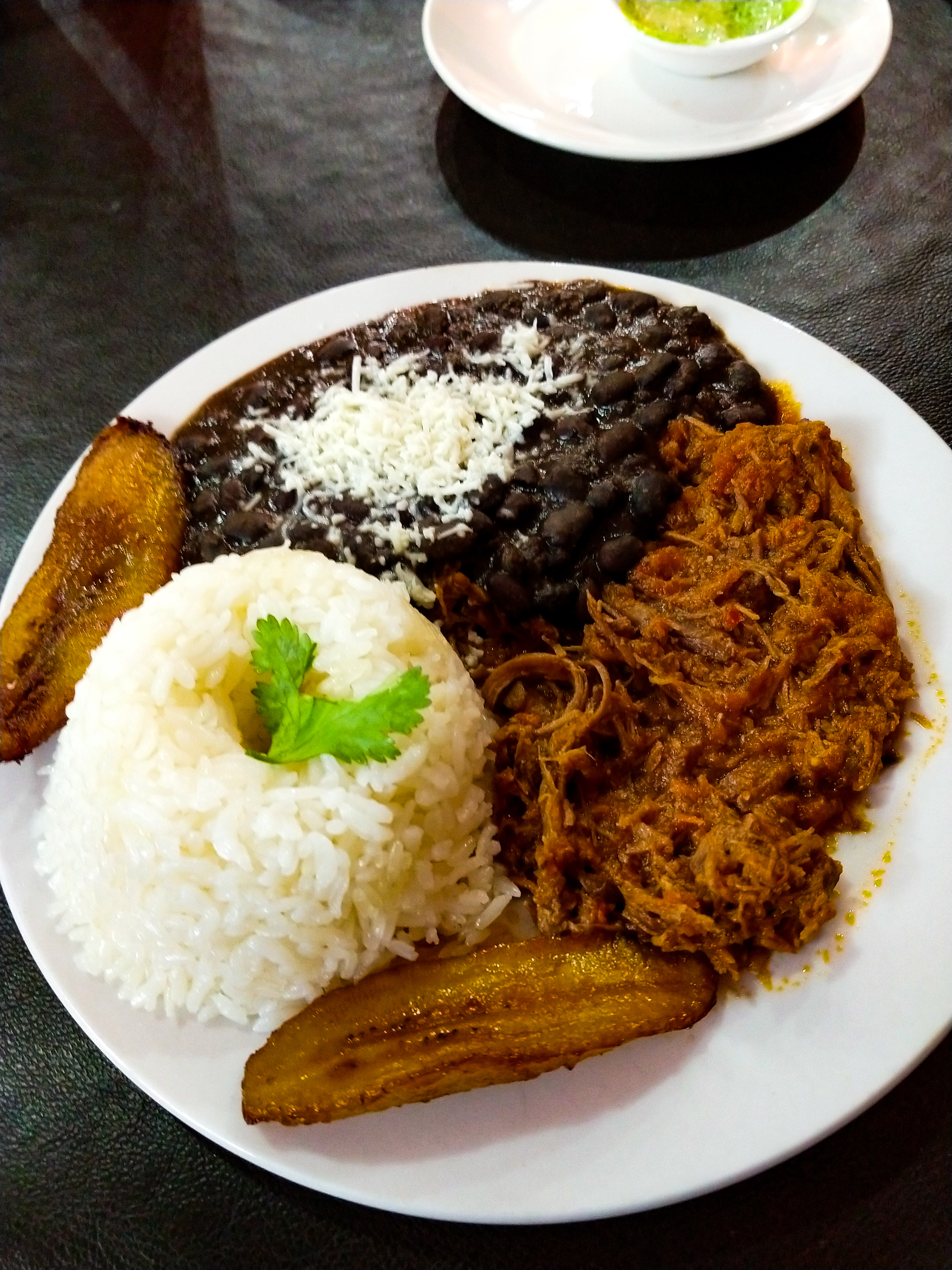
粉チーズがかけられた黒いんげん豆、細切りの肉、米が盛られている。

パベヨン・クリオーリョ（スペイン語: Pabellón criollo、スペイン語発音: [paβeˈʝoŋ ˈkɾjo.ʝo]）は、ベネズエラの伝統的な料理で、カリブ海全域で見られるライス・アンド・ビーンズの一種である。米、細切りの牛肉のシチュー、黒いんげん豆の煮込みなどが一緒に盛られる。
料理名の「パベヨン・クリオーリョ」はスペイン語で「クリオーリョ（中南米生まれのスペイン系人）のテント」を意味する。

## 種類
一般的には、Tajada（薄切りにしたプランテン〔料理用バナナ〕を揚げたもの）や目玉焼きを加えることが多く、加えられたものによって違う俗称が定着している。
- pabellón con barandas（barandaはスペイン語でガードレール）は、Tajadaが加えられたときに使われる俗称で、これは側面に置かれた薄く切ったプランテンが料理を皿から落とさないようにしているとユーモラスに考えられているからである[2]。
- pabellón a caballo（a caballoはスペイン語で乗馬）は、目玉焼きが加えられたときに使われる俗称である。

この2つの主なバリエーション以外にも、グラニュー糖やチーズを豆の上にかけたり、ホットソースを肉の上にかけたりと、料理にいろいろなものが加えられる。
細切りの牛肉は、個人の好みや、地域、時期によって、カピバラやカイマンの細切り、あるいは淡水魚などに置き換えられることがある（カトリック教会では四旬節に牛肉を食べることは禁止されているが、カピバラや魚は認められている）。